# Municipio de Franklin (condado de Trego)
El municipio de Franklin (en inglés: Franklin Township) es un municipio ubicado en el condado de Trego en el estado estadounidense de Kansas. En el año 2010 tenía una población de 39 habitantes y una densidad poblacional de 0,15 personas por km².

## Geografía
El municipio de Franklin se encuentra ubicado en las coordenadas 38°46′9″N 100°3′36″O / 38.76917, -100.06000. Según la Oficina del Censo de los Estados Unidos, el municipio tiene una superficie total de 258.9 km², de la cual 258,89 km² corresponden a tierra firme y (0 %) 0 km² es agua.

## Demografía
Según el censo de 2010, había 39 personas residiendo en el municipio de Franklin. La densidad de población era de 0,15 hab./km². De los 39 habitantes, el municipio de Franklin estaba compuesto por el 100 % blancos. Del total de la población el 0 % eran hispanos o latinos de cualquier raza.